# Saint-Hilaire-la-Forêt
Saint-Hilaire-la-Forêt és un municipi francès situat al departament de Vendée i a la regió de País del Loira. L'any 2007 tenia 580 habitants.

## Demografia

### Població
El 2007 la població de fet de Saint-Hilaire-la-Forêt era de 580 persones. Hi havia 263 famílies de les quals 66 eren unipersonals (35 homes vivint sols i 31 dones vivint soles), 128 parelles sense fills, 54 parelles amb fills i 15 famílies monoparentals amb fills.
La població ha evolucionat segons el següent gràfic:
Habitants censats

### Habitatges
El 2007 hi havia 448 habitatges, 266 eren l'habitatge principal de la família, 162 eren segones residències i 21 estaven desocupats. 441 eren cases i 4 eren apartaments. Dels 266 habitatges principals, 214 estaven ocupats pels seus propietaris, 48 estaven llogats i ocupats pels llogaters i 4 estaven cedits a títol gratuït; 2 tenien una cambra, 4 en tenien dues, 73 en tenien tres, 88 en tenien quatre i 100 en tenien cinc o més. 236 habitatges disposaven pel capbaix d'una plaça de pàrquing. A 124 habitatges hi havia un automòbil i a 134 n'hi havia dos o més.

### Piràmide de població
La piràmide de població per edats i sexe el 2009 era:
| Homes | Edats   | Dones |
| ----- | ------- | ----- |
| 0     | 95 o +  | 0     |
| 0     | 90 a 94 | 0     |
| 4     | 85 a 89 | 4     |
| 0     | 80 a 84 | 8     |
| 16    | 75 a 79 | 8     |
| 16    | 70 a 74 | 32    |
| 20    | 65 a 69 | 16    |
| 20    | 60 a 64 | 12    |
| 0     | 55 a 59 | 4     |
| 20    | 50 a 54 | 16    |
| 24    | 45 a 49 | 16    |
| 8     | 40 a 44 | 20    |
| 16    | 35 a 39 | 4     |
| 8     | 30 a 34 | 16    |
| 8     | 25 a 29 | 4     |
| 12    | 20 a 24 | 28    |
| 28    | 15 a 19 | 8     |
| 20    | 10 a 14 | 4     |
| 4     | 5 a 9   | 8     |
| 0     | 0 a 4   | 12    |

## Economia
El 2007 la població en edat de treballar era de 360 persones, 251 eren actives i 109 eren inactives. De les 251 persones actives 227 estaven ocupades (116 homes i 111 dones) i 24 estaven aturades (12 homes i 12 dones). De les 109 persones inactives 73 estaven jubilades, 14 estaven estudiant i 22 estaven classificades com a «altres inactius».

### Ingressos
El 2009 a Saint-Hilaire-la-Forêt hi havia 290 unitats fiscals que integraven 646 persones, la mediana anual d'ingressos fiscals per persona era de 17.839 €.

### Activitats econòmiques
Dels 23 establiments que hi havia el 2007, 1 era d'una empresa de fabricació d'altres productes industrials, 6 d'empreses de construcció, 3 d'empreses de comerç i reparació d'automòbils, 2 d'empreses d'hostatgeria i restauració, 1 d'una empresa d'informació i comunicació, 5 d'empreses de serveis, 4 d'entitats de l'administració pública i 1 d'una empresa classificada com a «altres activitats de serveis».
Dels 5 establiments de servei als particulars que hi havia el 2009, 1 era un guixaire pintor, 3 fusteries i 1 electricista.
L'únic establiment comercial que hi havia el 2009 era una botiga de menys de 120 m².
L'any 2000 a Saint-Hilaire-la-Forêt hi havia 14 explotacions agrícoles que ocupaven un total de 510 hectàrees.

## Poblacions més properes
El següent diagrama mostra les poblacions més properes.